# S Tennis Masters Challenger 1998
L'S Tennis Masters Challenger 1998 è stato un torneo di tennis facente parte della categoria ATP Challenger Series nell'ambito dell'ATP Challenger Series 1998. Il torneo si è giocato a Graz in Austria dal 17 al 23 agosto 1998 su campi in terra.

## Vincitori

### Singolare
Carlos Costa ha battuto in finale  Albert Portas con il punteggio di 7–5, 7–6

### Doppio
Dinu Pescariu /  Albert Portas hanno battuto in finale  Lan Bale /  Nebojša Đorđević con il punteggio di 6–3, 6–4